# Citharexylum ligustrinum
Citharexylum ligustrinum là một loài thực vật có hoa trong họ Cỏ roi ngựa. Loài này được Van Houtte mô tả khoa học đầu tiên năm 1887.